# 池田輝彦
池田 輝彦（いけだ てるひこ、1946年（昭和21年）12月5日 - ）は、日本の銀行家。元みずほ信託銀行代表取締役社長。現同行顧問。

## 人物
栃木県出身。東北大法学部卒業後、富士銀行入行。同行時代は営業畑を主に歩み、銀行法大改正（1981年）や銀行の週休二日制導入にも携わった。みずほフィナンシャルグループ発足後はみずほコーポレート銀行の副頭取に就き1兆円増資を敢行。大企業取引でも業績を伸張させ、衛藤博啓の後任としてみずほ信託銀行社長に転じた。
2008年（平成20年）には、同じ富士銀出身で、みずほ銀行副頭取だった野中隆史に社長職を禅譲し、代表権のない会長に退いた。同行から起用することで、リテールを強化する方向を明確にした。
2010年（平成22年）の株主総会を以て顧問に退いた。

## 略歴
- 1965年（昭和40年） - 栃木県立栃木高等学校 卒業
- 1969年（昭和44年） - 東北大学法学部 卒業、富士銀行 入行
広報部長、新宿新都心営業部長、新宿新都心支店長等を歴任
- 1996年（平成8年） - 同 取締役支店部長
- 1998年（平成10年） - 同 常務取締役
- 2001年（平成13年） - 同 専務取締役
  - 1999年 - 2002年 東京フットボールクラブ（FC東京） 監査役[4][5]
- 2002年（平成14年）- みずほコーポレート銀行 取締役副頭取
- 2004年（平成16年） - みずほ信託銀行 代表取締役社長
  - 2007年（平成19年） - 信託協会 会長[6]
- 2008年（平成20年） - 同 取締役会長
- 2010年（平成22年） - 同 顧問[3]
  - 2008年 - エフエム東京 監査役[7]
  - 2008年 - 2013年 横河電機 監査役[8][9][10]
  - 2008年 - キヤノングローバル戦略研究所 理事[11]
  - 2010年 - 花王 取締役[10]
  - 2011年 - サッポロホールディングス 取締役[10]